# Jesse Owens
James Cleveland «Jesse» Owens (Oakville, Alabama, 12 de septiembre de 1913-Tucson, Arizona, 31 de marzo de 1980) fue un atleta estadounidense. En los Juegos Olímpicos de Berlín 1936 ganó fama internacional al conquistar cuatro medallas de oro en las pruebas de 100 m, 200 m, salto de longitud y la carrera de relevos 4 × 100 m.
En su apogeo fue considerado «el mejor y más reconocido atleta de la historia». Una de sus hazañas más considerables fue la consecución de tres récords mundiales, y el igualar otra marca absoluta durante la competición de la Big Ten Conference de 1935.
El premio Jesse Owens es el reconocimiento más significativo de USA Track and Field por el mejor atleta de pista y campo del año.

## Biografía

### Infancia y juventud
Jesse Owens nació en Alabama como el menor de diez hijos (tres mujeres y siete hombres) de Henry Cleveland Owens y Mary Emma Fitzgerald. 
«J.C.», como era conocido, tenía nueve años cuando la familia se mudó a Cleveland, Ohio, en búsqueda de un mejor futuro durante la Gran Migración Negra, cuando un millón y medio de afroamericanos huyeron de la segregación imperante en el sur del país. 
Al iniciar su etapa escolar, su profesor le preguntó por su nombre, a lo que el joven respondió «J. C.» (pronunciado en inglés jay-cee), pero, debido a su fuerte acento sureño, el educador entendió Jesse. Esta fue la razón de que fuera conocido como Jesse Owens de ahí en adelante.
Desde su adolescencia trabajó en su tiempo libre: como repartidor de mercancías, estibador en vagones de carga y en un taller de reparación de calzado, mientras su padre y su hermano trabajaban en una acerería. En esos años comenzó su interés por las carreras de velocidad. Charles Riley era su entrenador en Fairmont High School, y fue tan determinante en la instrucción de Owens que éste le consideraba el responsable de su éxito en el atletismo. Riley se ganó su estima, ya que le concedía la oportunidad de entrenar antes del horario escolar, puesto que trabajaba en el taller de calzado después de la escuela.
En esa institución conoció a Minnie Ruth Solomon, su futura esposa, cuando él tenía 15 años y ella 13. En 1932 nació su primera hija Gloria. Contrajeron matrimonio en 1935 y tuvieron dos hijas más: Marlene, nacida en 1939, y Beverly, a 1940.
Ya en 1933, cuando estudiaba en la East Technical High School en Cleveland, Owens atrajo la atención del entorno deportivo nacional al igualar el récord mundial de 9,4 s en la carrera de 100 yardas (91,4 m.) y al lograr una marca en el salto de longitud de 7,56 m durante el campeonato nacional de secundaria que tuvo lugar en Chicago.

### Carrera deportiva

#### En la Universidad Estatal de Ohio
Owens asistió a la Universidad Estatal de Ohio después de que su padre consiguiera empleo. Allí era conocido como «La bala», en la Universidad logró ocho títulos durante las competiciones de la NCAA: cuatro en 1935 y otras tantas en 1936. Sin embargo, pese a su éxito deportivo, debía alojarse fuera del campus universitario junto a otros atletas afroamericanos. Cuando viajaba con el equipo debía cumplir con ciertas disposiciones, entre otras hacer sus pedidos en restaurantes sólo en el servicio de comida para llevar y asistir a comedores exclusivos para afroamericanos; lo mismo ocurría con los hoteles. Nunca recibió una beca por sus logros deportivos, por lo que continuó trabajando a jornada parcial para pagarse los estudios.
Muy especial fue el año 1935, cuando el 25 de mayo realizó una memorable hazaña durante 45 minutos en las competiciones de la Big Ten Conference que tuvieron lugar en Ferry Field en Ann Arbor, Míchigan. En ese día estableció tres récords mundiales e igualó otro más: En la carrera de 100 yardas corrió en 9,4 s empató la marca mundial, y las nuevas plusmarcas a su cuenta fueron en el salto de longitud (8,13 m que se mantendría por 25 años), 20,3 s en la carrera de 220 yardas (201,2 m), y 22,6 s en la carrera de 200 yardas con vallas bajas, que era la primera marca conocida por debajo de los 23 s. En 2005 el profesor de historia deportiva de la Universidad de Florida Central, Richard C. Cepreau, señaló que consideraba esas marcas conseguidas en un solo día como la empresa más impresionante en el atletismo desde 1850.

#### Juegos Olímpicos de Berlín

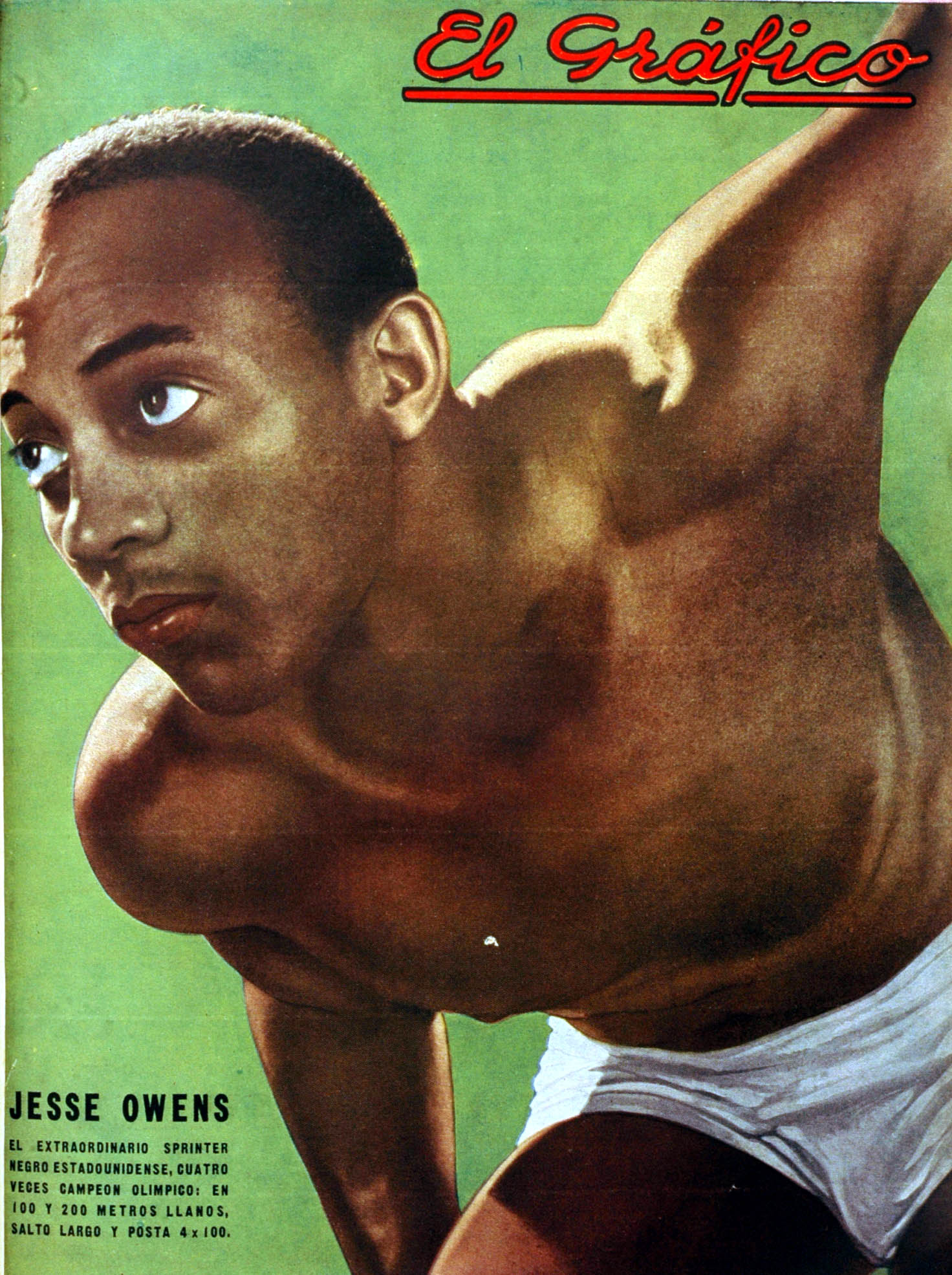
Jesse Owens en 1937.

En 1936 se llevaron a cabo los Juegos Olímpicos en la ciudad de Berlín. Con Adolf Hitler en el poder, se pretendía que el evento manifestara al mundo el progreso de la Alemania nazi. El Führer, como otros miembros del gobierno, tenía la expectativa de que los atletas alemanes dominarían las disciplinas deportivas.

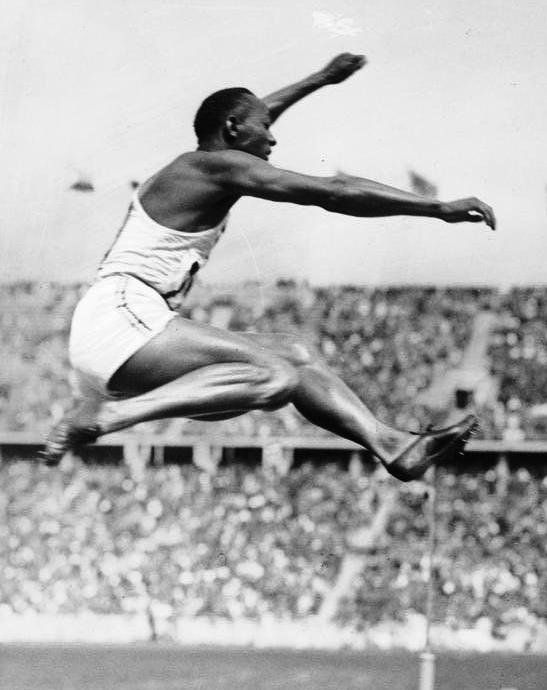
Owens durante la prueba del salto de longitud en los Juegos Olímpicos de Berlín.

En ese contexto, Owens llegó a Berlín para competir por los Estados Unidos. De acuerdo con las declaraciones de su compañero de equipo James LuValle, ganador de una medalla de bronce en los 400 m, Owens era esperado por sus aficionados, la mayoría jóvenes alemanas que gritaban Wo ist Jesse? Wo ist Jesse? (¿Dónde está Jesse?). Muchas habían llegado con tijeras para intentar cortar fragmentos de su traje, lo que obligó al atleta a meterse de vuelta al tren. Tras ese episodio, cuando salía de la villa de los atletas, debía hacerlo con soldados que lo protegieran.
Su fama internacional era reconocida por Adi Dassler quien le visitó en la villa Olímpica. Dassler, futuro fundador de la compañía Adidas, le convenció de utilizar las zapatillas de la empresa Gebrüder Dassler Schuhfabrik, lo que se convirtió en el primer patrocinio para un afroamericano.
El 3 de agosto Jesse Owens ganó su primera medalla de oro. La conquistó en la carrera de los 100 m con un tiempo de 10,3 s, por delante de su compañero de estudios Ralph Metcalfe por una décima de segundo, y de Tinus Osendarp de los Países Bajos por dos décimas. Al día siguiente, el 4 de agosto, consiguió su segundo triunfo de los juegos en el salto de longitud con una marca de 8,06 m, aunque luego revelaría que había sido fundamental una recomendación técnica que le sugirió el alemán Luz Long, uno de los competidores. En esta disciplina el estadounidense ya tenía la marca mundial con un registro de 8,13 m, lograda el año anterior.
El 5 de agosto se adjudicó la carrera de los 200 m con un tiempo de 20,7 s por delante de Mack Robinson; y el 9 de agosto se llevó su cuarta medalla de oro en la carrera de relevos 4 × 100 m En esta competición el entrenador Dean Cromwell había remplazado a Marty Glickman y Sam Stoller por Owens y Ralph Metcalfe, quienes completaron el equipo con Frank Wykoff y Foy Draper para establecer un récord mundial de 39,8 s. La hazaña de las cuatro medallas de oro no sería igualada hasta los Juegos Olímpicos de Los Ángeles 1984 en los que Carl Lewis ganó la misma cantidad en los mismos eventos.

### Owens, Hitler y el Partido Republicano
Alrededor de Owens y Hitler han circulado versiones sobre su posible encuentro durante los juegos. Desde el primer día de competición, se sabe que Hitler sólo saludaba a los alemanes que habían obtenido medallas y luego abandonaba el estadio. Por eso, los oficiales del Comité Olímpico le insistían en que saludase a todos los medallistas sin distinción, o a ninguno. Hitler se decidió por esta última opción; se ausentó de la entrega de medallas. Sin embargo, algunos historiadores han hecho notar que Hitler pudo haber evitado asistir a los juegos por la amenaza de lluvia, lo que habría provocado el retraso de los eventos. Esta decisión pudo haberse tomado antes de la participación de Owens, pero esto no impidió que siempre se creyera que el mandatario demostraba desdén hacia el atleta afroamericano. Acerca de estas aseveraciones de que Hitler evadía reconocer sus triunfos y por tanto rechazarle cualquier saludo, Owens aseveró:

Hitler tenía controlado su tiempo tanto para llegar al estadio como para marcharse. Sucedió que debía marcharse antes de la ceremonia de entrega de medallas de los 100 m. Pero antes de que se fuera yo me dirigí a aparecer en una transmisión televisiva y pasé cerca de donde él estaba. Él me saludó y yo le correspondí. Creo que es de mal gusto criticarle si no estás enterado de lo que realmente pasó.

Sin embargo, las palabras de Albert Speer han abonado la versión del pretendido desdén de Hitler hacia Owens. Según Speer, Hitler estaba «muy molesto por los triunfos del negro estadounidense. [Porque] cualquiera que tuviese ancestros procedentes de la jungla era un salvaje; su constitución física era mucho más fuerte que la de los blancos y por ello deberían haber sido excluidos de los juegos».
En una entrevista en 2009, Siegfried Mischner, periodista alemán, afirmó que Owens llevaba en su cartera una fotografía de Hitler en la que le extendía la mano. Owens, quien pensaba que los periódicos habían tratado injustamente al Führer en sus reportajes, en los años 1960s trató de convencer a Mischner y a sus colegas para cambiar la versión más aceptada, pero equivocada, del trato de Hitler hacia su persona. Mischner aseveró que Owens le enseñó esa fotografía y que este le dijo que «había sido uno de sus mejores momentos». Mischner agregó: «[La foto] había sido tomada detrás del palco de honor y por tanto no había sido cubierta por la prensa. La observé, ¡Él estrechaba la mano de Hitler!». De acuerdo a Mischner, «en la Alemania de posguerra predominaba la idea de que Hitler había ignorado a Owens, por lo que decidimos no revelar la existencia de la foto. Estábamos de acuerdo en que Hitler debía ser considerado como un malvado con respecto a Owens». Sin embargo, la aseveración de Mischner no ha sido confirmada, y él mismo afirmó en una declaración al Mail Online: «todos mis colegas están muertos, Owens también. Sé que es la última oportunidad de decir la verdad. [Pero] no tengo idea de dónde está la foto o si aún existe».
Hacia 2014, Eric Brown, distinguido piloto aéreo británico, aseveró en un documental de la BBC que había visto a «Hitler estrechar la mano de Owens y felicitarle por lo que había logrado». En un artículo de The Baltimore Sun de agosto de 1936 se reportó que Hitler le había enviado a Owens una foto dedicada a él.
Ya de vuelta en su país, la vida de Owens tuvo una serie de altos y bajos. Mientras en Alemania el atleta podía viajar con libertad y hospedarse en cualquier hotel, en los Estados Unidos debía quedarse en los hoteles segregados como los demás afroamericanos. Sin embargo, cuando se realizaba el desfile con confeti en Nueva York en su honor por la Quinta Avenida, recibió un reconocimiento muy particular: alguien le entregó una bolsa de papel, a la que no prestó atención hasta que el desfile concluyó. Al abrirla, encontró en su interior 10 mil dólares en efectivo. Su esposa declararía que «él ignoraba quién sería tan bueno para hacer algo así. Con todo el alboroto alrededor, no la recogió inmediatamente, lo hizo cuando salió del coche».
Después del desfile, el homenajeado debió utilizar el montacargas del Waldorf-Astoria para asistir a otra celebración en su honor. Otro sinsabor del atleta fue el comportamiento del presidente Franklin D. Roosevelt quien nunca le extendió una invitación a la Casa Blanca tras sus triunfos en Berlín.
Owens, quien se integró al Partido Republicano al regresar de Europa, recibió dinero para conseguir votos entre los afroamericanos en favor del candidato presidencial Alf Landon para la elección presidencial de 1936. Aprovechó para hacer unas manifestaciones respecto a su encuentro con Hitler. En Baltimore, el 9 de octubre de 1936 aseguró: «Algunos dicen que Hitler me despreció. Pero yo les digo que no lo hizo. No estoy diciendo nada en contra de nuestro presidente. Recuerden, no soy un político, pero también recuerden que el presidente no me envió ningún mensaje de felicitación porque, según dicen, estaba muy ocupado». El 15 de octubre, Owens repitió lo mismo cuando habló ante una concurrencia de afroamericanos en una concentración política en Kansas City. Allí subrayó que Hitler no le había ignorado y que «fue nuestro presidente el que lo hizo. El presidente no me envió ni un telegrama».

### Después de Berlín

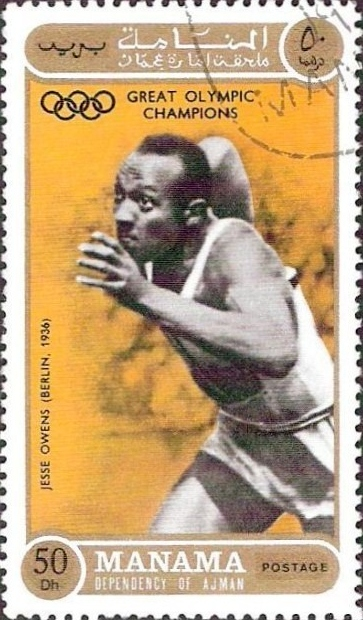
Imagen de Owens en un sello postal de Baréin de 1971.

Al terminar los juegos, Owens y sus compañeros del equipo olímpico recibieron una invitación para viajar a Suecia. Él pretendía que al regresar a los Estados Unidos sacaría partido a su fama y conseguiría las mejores ofertas de patrocinio. Por el contrario, las autoridades del atletismo nacional mostraron su oposición y le retiraron su estatus de amateur, lo que acabó con su carrera deportiva. Owens, contrariado, expuso: «El mundo del atletismo se está convirtiendo en una farsa. Ya no significa nada para nosotros los atletas. La AAU se lleva todas las ganancias. Se lleva todo nuestro dinero en este país y te persigue en Europa para conseguir su parte. Tus mismos compatriotas te quitan lo que te pertenece».
Pese a la decisión tomada por las autoridades atléticas, las ofertas de patrocinio deportivo no desaparecieron. En 1946 participó en la fundación de la West Coast Baseball Association (WCBA) junto a Abe Saperstein, en lo que era una Liga de Béisbol afroamericana; y en la que Owens era vicepresidente y propietario del equipo Portland Rosebuds. Con los Rosebuds iba de gira por el país, y en ciertas ocasiones entretenía a los espectadores en medio de un doble juego al retar la velocidad de un caballo. Sin embargo, la WCBA apenas duró dos meses.
El excampeón olímpico trataba de ejercer como promotor deportivo u organizador de eventos. Participaba en carreras de velocidad de 100 yardas (91,4 m) en las que daba la ventaja a sus competidores de adelantarse 10 o 20 yardas, pese a lo que resultaba ganador al final de la carrera. Participaba en espectáculos donde desafiaba a caballos de carreras. Revelaría que se enfrentaba a un caballo que se asustaba con el ruido de la pistola de salida, lo que le impedía un buen trote. Owens opinaba que «la gente decía que era degradante ver a un campeón olímpico competir con un caballo, pero ¿qué podía hacer? Tenía cuatro medallas de oro, pero no podía comérmelas».
Owens tenía una lavandería y trabajaba en una gasolinera para conseguir un dinero extra; pero no pudo evitar la bancarrota. En 1966 fue juzgado por evasión de impuestos. Tras haber tocado fondo, encontró ayuda en el gobierno, que le designó embajador de buena voluntad. Una vez retirado se convirtió en propietario de caballos de carreras.
Con respecto al incidente ocurrido en los Juegos Olímpicos de México 1968 donde los velocistas Tommie Smith y John Carlos realizaron el saludo del Poder Negro, Owens no mostró su apoyo:

Es un símbolo sin significado. Cuando abres los puños, tienes a la vista tus dedos, que son frágiles. La única ocasión en que el puño cerrado tiene significado es cuando tienes dinero agarrado. Allí reside el verdadero poder.

Cuatro años después, en 1972, cuando salió publicado su libro «He cambiado», matizó aquella opinión:

Me di cuenta de que luchar, en su mejor sentido, era la única respuesta que el afroamericano tenía, que cualquier negro que no estaba comprometido en la lucha en 1970 estaba ciego o era un cobarde.

### Fallecimiento
Owens fumó una cajetilla diaria de cigarrillos durante 35 años. Por lo qué, en diciembre de 1979, comenzaron sus entradas y salidas del hospital por padecer cáncer de pulmón en fase IV. Murió a los 66 años en Tucson, Arizona, el 31 de marzo de 1980 rodeado de su esposa y familia. Sus restos se encuentran en el cementerio de Oak Woods en la ciudad de Chicago.
El dormitorio en el que se alojó durante los Juegos Olímpicos fue convertido en un museo con fotografías de sus logros durante la competición.

## Honores recibidos
- Atleta del año de la Associated Press (1936).[45]
- Ingresado al Salón de la Fama del Atletismo de los Estados Unidos (1974).[45]
- Medalla Presidencial de la Libertad (1976).[46]
- Ingresado al Salón de la Fama del Comité Olímpico Estadounidense (1983, póstumo).[45]
- Medalla de Oro del Congreso de los Estados Unidos (1990, póstumo).[46]
- Orden Olímpica (1976)